# Breno Caetano
Breno de Souza Caetano (Rio Pomba, 11 marzo 1997) è un calciatore brasiliano, centrocampista del Svay Rieng.

## Caratteristiche tecniche
È un esterno sinistro.

## Carriera
Cresciuto nel settore giovanile del Fénix, ha debuttato in prima squadra il 4 febbraio 2017 disputando l'incontro di Primera División Profesional vinto 2-1 contro il Sud América. Il 31 gennaio 2020 è tornato in patria firmando con l'Imperatriz.